# Dancing with the Storms
Dancing with the Storms  ist ein Schweizer Dokumentarfilm über Sturm- und Gewitterjäger in der Schweiz.

## Inhalt
Im Sommer 2008 begleitete der Schweizer Filmemacher O’Neil Bürgi eine Gruppe von Schweizer Sturmjägern auf ihren Expeditionen. Dabei spürt er die Motive und Leidenschaft dieser Menschen nach, die diese Naturgewalten verfolgen. Im Mittelpunkt des Films stehen ein junger Softwareingenieur, ein Lehrer, ein Familienvater und ein Chauffeur, die allesamt das gleiche Hobby teilen. Der Film zeigt, wie sie teilweise gemeinsam an einem Tag, hunderte von Kilometern mit dem Auto zurücklegen, um mit ihren Kameras Gewitter und Tornados einzufangen.

## Veröffentlichung
Der Film erschien am 24. September 2009 in den Deutschschweizer Kinos. Die DVD erschien 2010 im Schweizer Handel. 2011 erschien die Blu-ray als limitierte Auflage. Seit dem 12. Mai 2022 ist der Dokumentarfilm auf der Schweizer Streamingplattform Play Suisse verfügbar.

## Kritiken
„Eine spannende Dokumentation über Menschen, die die Macht der Natur hautnah erleben möchten. Empfehlenswert nicht nur für Gewitterfans.“

„DANCING WITH THE STORMS ist ein kurzweiliger Film, der nicht nur Fans von Wetterphänomen und Meteorologen in den Bann zieht. Auch wer sich nicht für den naturwissenschaftlichen Aspekt von Wetterphänomen interessiert, kann sich dem Reiz des Films nicht entziehen: Denn im Mittelpunkt stehen die Menschen und ihre Emotionen. Bei der Auswahl der Protagonisten hat Bürgi ein glückliches Händchen gehabt, zeigen die verschiedenen Typen doch, dass sich Sturmjäger nicht so einfach schubladisieren lassen und es die unterschiedlichsten Motive und Charaktere gibt.“

„Der kurzweilige Film versucht dieser Faszination nachzuspüren, ohne den Protagonisten aber wirklich nahe zu kommen; er erzählt aber einiges über Wetterphänomene und Meteorologie. Die Leidenschaft, mit der Matthys und seine Kollegen den Naturkräften nachjagen, spürt man hingegen auch in der filmischen Herangehensweise des jungen Regisseurs. Sturm und Drang beschränken sich in DANCING WITH THE STORMS eben nicht auf die Sturmjäger was den Videofilm durchaus sympathisch macht.“